# Pascal Brandys
Pascal Brandys, né le 30 novembre 1958 à Roanne, est un chef d'entreprise français, CEO de la société Phylex BioSciences. Il a été président fondateur de l'association France Biotech.

## Biographie

### Jeunesse et études
Il est admis en 1977 à l'École polytechnique. Il sort de cette école dans le corps des Ponts-et-Chaussées. Il est ensuite admis à l'Université Stanford, où il obtient un Master of Sciences en 1982.

### Parcours professionnel
Il commence sa carrière à Londres et à Tokyo, dans le capital risque.
En 1989, il est le cofondateur de la société de génomique Genset dont il devient le premier patron. En 1996 il réalise la première introduction en bourse simultanée sur le NASDAQ et le Nouveau Marché. En 1997, il réalise une première mondiale en concluant un accord de pharmacogénomique avec les laboratoires Abbott. En 2000, suite à un changement de stratégie visant le développement de médicaments, il quitte la direction de la société mais il reste membre du conseil d'administration. Genset sera ensuite vendue en 2002 à Merck-Serono.
En 2001, il crée Biobank Technology Ventures LLC à San Diego, une société d'investissement dans la biotechnologie, dont il est le patron.  
En 2003, il crée avec Jens Herold une société qui développe un vaccin contre le SARS-CoV-1. En 2013, il crée CompuVax, une société spécialisée dans la conception assistée par ordinateur de vaccins, qu'il dirige jusqu'en 2019. 
Il est cofondateur et dirige la société Phylex Biosciences qui développe des vaccins à ARN messager codant pour des nanoparticules et dont l'ambition est de mettre au point un vaccin efficace contre tous les coronavirus et, plus récemment, un vaccin contre le virus Nipah.
En 2022 il publie une étude en collaboration avec l'Institut Pasteur concluant à la protection par le vaccin contre le variant delta de SARS-CoV-2. 
En 2025 il publie les résultats d'une étude en collaboration avec les Centres pour le contrôle et la prévention des maladies des États-Unis démontrant la forte réponse immunitaire à un vaccin à ARN messager et nanoparticule contre le virus Nipah. 